# Amstrad Sinclair ZX Spectrum

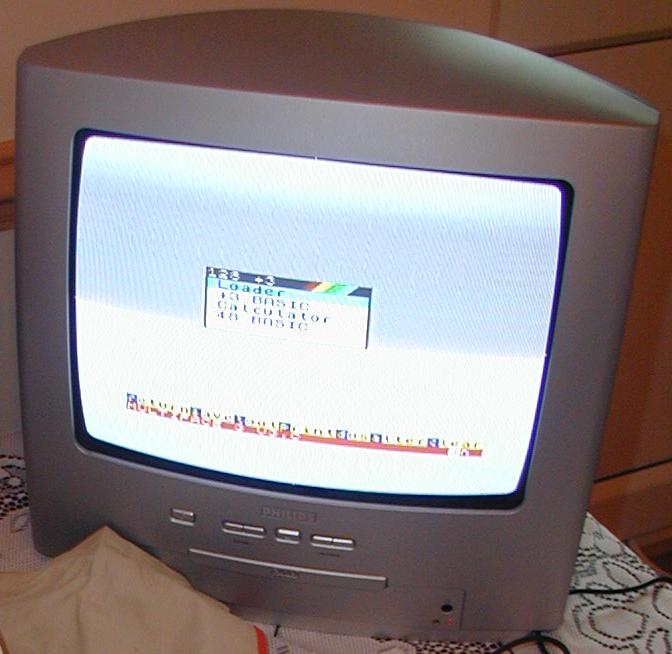
Pantalla inicial del ZX Spectrum +3, con los menús también del Multiface 3.

Los ordenadores Amstrad Sinclair ZX Spectrum fueron varios modelos creados y comercializados por la marca británica Amstrad, después de adquirir las marcas ZX Spectrum y Sinclair en 1986. La primera de estas máquinas fue lanzada ese mismo año, el ZX Spectrum 128 +2, que sería seguido en 1987 por el ZX Spectrum 128 +3 y finalmente el ZX Spectrum 128 +2A, última versión comercial del computador ZX Spectrum.

## Historia

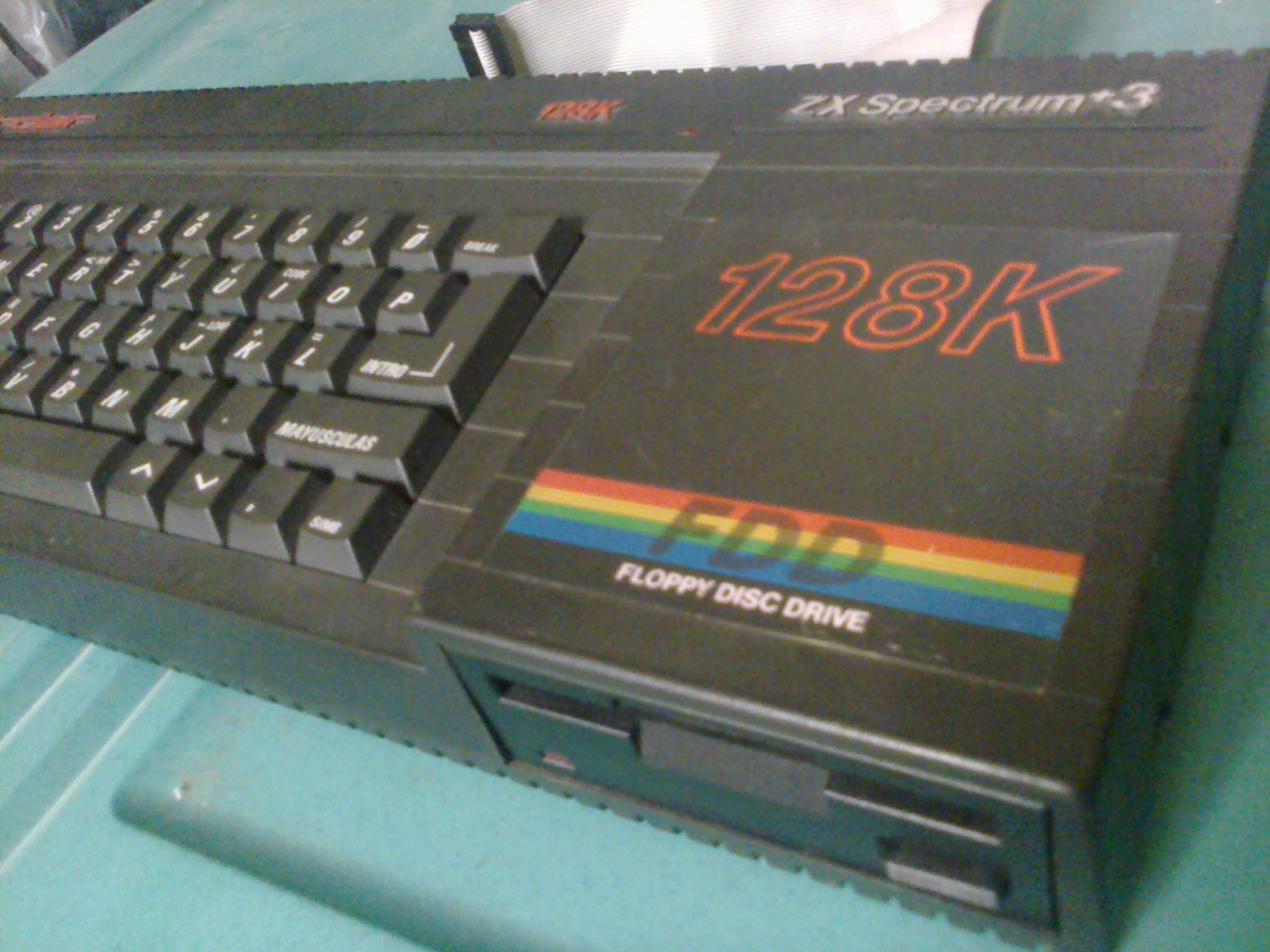
Detalle de la disquetera de un Amstrad Sinclair ZX Spectrum +3 español.

El 7 de abril de 1986, Amstrad anunció la compra de Sinclair Research y «...los derechos mundiales de venta y fabricación de todos los ordenadores de Sinclair hasta la fecha, junto con la marca registrada Sinclair y los derechos de propiedad intelectual referidos a ordenadores y accesorios», que incluían el ZX Spectrum, por 5 millones de libras. 
Tras la compra, Amstrad lanzó tres nuevas variantes del ZX Spectrum; la primera fue el ZX Spectrum 128 +2 en 1986, basado en el previo ZX Spectrum +128 (lanzado por Sinclair e Investrónica en 1985), con una unidad de cinta integrada (como el Amstrad CPC 464). 
La principal renovación de la máquina llegó con el ZX Spectrum 128 +3 en 1987, que incorporaba una unidad de disco integrada (similar al Amstrad CPC 664 y 6128) y un interface de disco que permitía conectar una segunda disquetera, usando los mismos discos de 3" que otras máquinas de Amstrad, y una placa base completamente nueva. Una versión posterior con pequeñas modificaciones en la placa fue el ZX Spectrum 128 +3B. 
El último modelo desarrollado por Amstrad fue el ZX Spectrum 128 +2A, lanzado a finales de 1987, que usaba la placa del +3 en una caja de un +2 (pero negra como la del +3) con unidad de cinta, y la misma ROM que el +3. De este último modelo sería también producida la versión ZX Spectrum 128 +2B, con algunas modificaciones en la placa base.
La fabricación del modelo ZX Spectrum 128 +3 cesó en diciembre de 1990; para entonces, en torno al 15% de los ZX Spectrums vendidos estaban basados en los modelos +3. En 1992 Amstrad decidió retirar todos los modelos Amstrad Sinclair ZX Spectrum del mercado, ante la popularización de las máquinas de 16 y 32 bits.

## Características

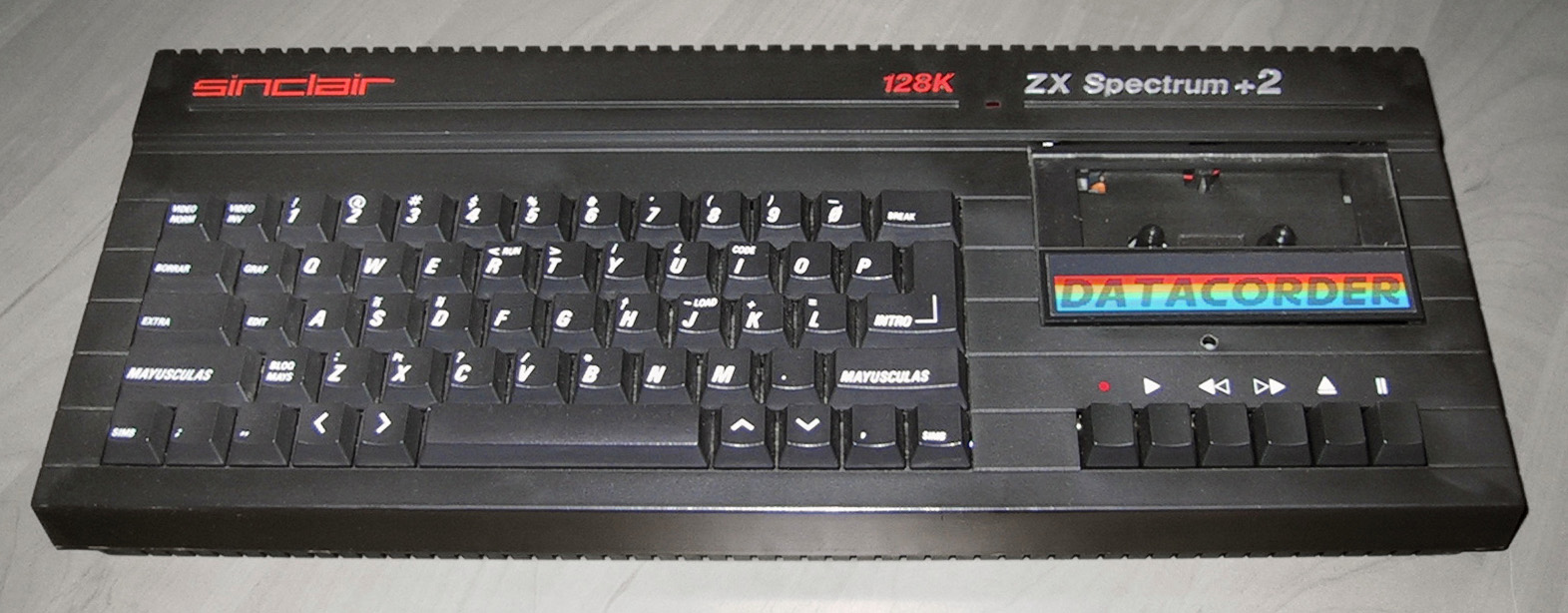
Amstrad Sinclair ZX Spectrum +2A

El programa oficial del fabricante (firmware) no era muy diferente del que tenía el Sinclair ZX Spectrum 128, pero la ROM (memoria de solo lectura) tenía unos cuantos cambios, causando en algunos casos problemas de compatibilidad con los productos anteriores. Excepto el primer modelo (el +2), todos los demás incluían en ROM el sistema operativo de disco +3DOS (o PLUS3DOS).
Estos modelos eran externamente muy diferentes de los Spectrum de Sinclair, se comercializaron siempre con una unidad de almacenamiento incorporada (grabador de cinta o disquetera). 
El teclado de las máquinas Amstrad Sinclair no incluía las básicas marcas que se podían encontrar en los primeros Spectrums, excepto por las teclas LOAD, CODE y RUN que eran útiles para cargar software.